# Eugeniusz (Kulberg)
Eugeniusz, imię świeckie Aleksiej Siergiejewicz Kulberg (ur. 25 września 1972 w obwodzie moskiewskim) – rosyjski biskup prawosławny.

## Życiorys
Urodził się w rodzinie zawodowych wojskowych. Ukończył szkołę średnią w Mieszczerinsku, a w 1995 studia w Moskiewskim Instytucie Lotnictwa na kierunku maszyny, systemy, kompleksy i sieci liczące. Podczas studiów i po ich zakończeniu, do 2004, pracował zgodnie z wykształceniem. Od 1995 przysługiwał podczas nabożeństw w cerkwi św. Mikołaja na moskiewskich Pyżach (rejon Zamoskworieczje), w tym też roku podjął studia zaoczne w Prawosławnym Instytucie Teologicznym św. Tichona w Moskwie, jednak ich nie ukończył; średnie wykształcenie teologiczne uzyskał w 2014 w seminarium duchownym w Jekaterynburgu. 
15 marca 2004 w monasterze św. Mikołaja w Solbie arcybiskup jarosławski i rostowski Cyryl wyświęcił go na diakona, zaś 12 lipca 2004 – na kapłana. Od listopada 2004 do 2012 był proboszczem parafii Narodzenia Matki Bożej w Wielikim (obwód jarosławski), a w latach 2009–2012 także cerkwi Spotkania Pańskiego w Jarosławiu, zaś od 2007 do 2012 – spowiednikiem gimnazjum prawosławnego w Jarosławiu oraz kierownikiem wydziału edukacji religijnej i katechizacji w eparchii jarosławskiej. W 2012 przeszedł do służby w eparchii jekaterynburskiej. Przez kolejne dwa lata był proboszczem parafii św. Maksymiliana w Jekaterynburgu (cerkiew „Wielki Złatoust”) oraz dziekanem dekanatu iwanowskiego. Od 2014 był przełożonym biskupiego metochionu przy cerkwi Wniebowstąpienia Pańskiego. 
15 lipca 2016 Święty Synod Rosyjskiego Kościoła Prawosławnego nominował go na wikariusza eparchii jekaterynburskiej z tytułem biskupa sriednieuralskiego. W związku z tą decyzją dzień później został postrzyżony na mnicha przez metropolitę jekaterynburskiego i wierchoturskiego Cyryla, przyjmując imię zakonne Eugeniusz na cześć świętego cierpiętnika Eugeniusza Botkina. 17 lipca otrzymał godność archimandryty. Jego chirotonia biskupia odbyła się 1 sierpnia 2016 w monasterze Trójcy Świętej i św. Serafina z Sarowa w Diwiejewie pod przewodnictwem patriarchy moskiewskiego i całej Rusi Cyryla.
W 2018 r. został przeniesiony na katedrę niżnotagilską i niewińską.
W 2020 r. został przeniesiony do eparchii moskiewskiej miejskiej jako jej wikariusz, z tytułem biskupa bronnickiego. Równocześnie powierzono mu obowiązki przełożonego Monasteru Dońskiego. Jeszcze w tym samym roku został przeniesiony na katedrę jekaterynburską (jednocześnie objął zwierzchnictwo metropolii jekaterynburskiej, w związku z czym otrzymał godność metropolity).